# Friedrich zu Mecklenburg
Friedrich, Herzog zu Mecklenburg [-Schwerin], mitunter fälschlich: Friedrich I., genannt Prinz von Grabow (* 13. Februar 1638 in Schwerin; † 28. April 1688 in Grabow) war apanagierter Prinz in Grabow.
Unter dem Gesellschaftsnamen Der Fügliche wurde er als Mitglied in die Fruchtbringende Gesellschaft aufgenommen.

## Leben
Friedrich war Sohn (10. Kind) des Herzogs Adolf Friedrich I. und dessen zweiten Frau Marie Katharina (1616–1665), Tochter von Herzog Julius Ernst von Braunschweig-Dannenberg (1571–1636).
Durch seine späte Geburt gelangte er selbst nie zur Regentschaft und blieb ein apanagierter Prinz. Durch den Tod seines kinderlosen Bruders wurden aber seine drei Söhne nacheinander regierende Herzöge zu Mecklenburg [-Schwerin]. Friedrich wurde 1667 Domherr zu Straßburg und residierte schon 1669 in Grabow. Friedrich wurde nach dem Brand des Schlosses in Grabow vom 3. Juni 1725 in der Schelfkirche St. Nikolai in Schwerin beerdigt, nachdem er ursprünglich in der Gruft des Schlosses zu Grabow beigesetzt worden war.

## Ehe und Nachkommen
Er war seit dem 28. Mai 1671 mit Christine Wilhelmine von Hessen-Homburg (* 30. Juni 1653 in Bingenheim; † 16. Mai 1722 in Grabow), der Tochter von Wilhelm Christoph von Hessen-Homburg, verheiratet und hatte mit ihr vier länger lebende Kinder:
- Friedrich Wilhelm (I.) (1675–1713)
- Karl Leopold (1678–1747)
- Christian Ludwig II. (1683–1756)
- Sophie Louise (1685–1735) ⚭ 1708 Friedrich I., König in Preußen

Siehe auch: Liste der mecklenburgischen Herzöge und Großherzöge